# Tobias Asser
Tobias Michael Carel Asser, född 28 april 1838 i Amsterdam, död 29 juli 1913 i Haag, var en nederländsk jurist. Han tilldelades 1911 Nobels fredspris.

## Biografi
Asser blev 1862 lärare i juridik vid Amsterdams atheneum och var 1876–1893 juris professor vid Universiteit van Amsterdam. Han var specialist på folkrätt och arbetade för ett fredligt samförstånd mellan folken, deltog i viktiga diplomatiska konferenser och var medstiftare 1873 till Institut de droit international samt blev 1906 dess hedersledamot. År 1893 blev han medlem av Nederländernas statsråd och 1904 statsminister. Han förvärvade sig ett namn såsom auktoritet på den internationella privaträttens område och tog även initiativ till konferenser i internationell rätt. Han var 1899 ett av Nederländernas ombud vid fredskonferensen i Haag och från 1900 ledamot av permanenta skiljedomstolen i nämnda stad. Han var 1907 ett av Nederländernas ombud vid andra Haagkonferensen och erhöll 1911 Nobels fredspris tillsammans med Alfred Fried.